# Woodsia
Woodsia este un gen de plante din familia Aspleniaceae.